# Os Lobos
Os Lobos é uma telenovela portuguesa, exibida originalmente pela RTP 1 entre 9 de Novembro de 1998 e 7 de Setembro de 1999, pelas 19 horas. A novela é composta por 200 episódios de 30 minutos cada. É da autoria de Francisco Nicholson. Esta telenovela marcou o regresso da «Telenovela das Sete» à RTP.

## Elenco
- Ana Afonso - Tilde
- Ana Brito e Cunha[6][7] - Raquel Lobo
- Ana Maria Lucas - Celeste
- António Aldeia - Chagas
- António Pedro Cerdeira - Rui/Ricardo Pinto Lobo
- Armando Cortez -  Carlos Silvestre
- Benjamim Falcão - Ernesto
- Carlos César - Carraça
- Carlos Quintas - Mário Antunes
- Carlos Rodrigues (actor) - Lérias
- Carlos Vieira de Almeida - Agente José Carvalhal
- Carmen Santos - Inês
- Cristina Areia - Amélia
- Cucha Carvalheiro - Margarida Pinto (Guida)
- Diogo Infante[1][8] - Jorge Lobo
- Fernanda Serrano[1][9] - Marlene
- Filipa Gordo - Noémia
- Guilherme Filipe - Manuel Lobo
- Henrique Viana[1] - José Vasco Venâncio Fraga
- Igor Sampaio - Juvenal
- Inês Rosado - Marília
- Joaquim Guerreiro - Joaquim (Jeitoso)
- João Lagarto[1] - Fausto Marques
- João Miguel Diniz - Pedro Lobo (Pedrinho)
- Joel Branco - Senhor Ismael
- José Martins - Fernando (encenador da peça onde Teresa é atriz)
- José Raposo - homem bêbedo (homem bêbedo que aborda Sabrina e Jorge quando estes namoram à porta de casa de Sabrina e perto do carro de Jorge)
- Júlio Cardoso - Luís Monteiro
- Mané Ribeiro - Ivone
- Manuel Castro e Silva - Álvaro
- Manuel Coelho - Tiago Boaventura
- Manuela Maria[1] - Maria das Dores Venâncio
- Maria Amélia Matta - Silvina (Vina) Lobo
- Maria Dulce - Laurinda
- Maria João Luís - Maria de Fátima (Daisy)
- Maria José - Ti Francisca (mulher que Fausto e Lúcia procuram para saber mais sobre Venâncio e Lobo)
- Maria José Miranda - Zulmira
- Maria Tavares - Mãe do Paparazzi (mãe do paparazzi que morreu no desastre de automóvel)
- Miguel João Diniz - Manuel Lobo (Manelinho)
- Nádia Santos - Dora
- Nuno Gil - Luís Monteiro (Luisinho) (como Nuno Santos)
- Patrícia Brito e Cunha - Agente Dulce
- Patrícia Tavares[1] - Lúcia Marques
- Paula Mora - Salomé Lobo
- Paula Neves[10] - Maria de Lurdes (Milú)
- Paulo Matos[11] - Pedro (Pierre)
- Pedro Lima- Paulo Ledo
- Pedro Pinheiro - diretor da prisão
- Ricardo Trêpa[12][13] - Jacinto
- Rita Almada - Mafalda
- Romi Soares - Maria do Rosário Monteiro (Rosarinho)
- Rosa Alexandra - enfermeira Alexandra
- Rui de Sá - Pintas
- Sílvia Rizzo - Inspectora Graça Tomé
- Sinde Filipe[1][14] - Comendador Lourenço Lobo
- Sofia Alves[1][15] - Sabrina Venâncio
- Sylvie Rocha - Sara Lobo
- Vítor Emanuel - Mãozinhas
- Viviana Lopes - Teresa Monteiro

## Elenco adicional
- Abdul Razac Seco - Jornalista do Últimas
- Amadeu Caronho - Detective Amadis
- Andrea Oliveira - empregada do restaurante
- Bruno Nogueira - Fotógrafo no evento do 'Formidável'
- Carla Lupi - Assistente social que ajuda Daisy
- Eric Santos[16] - Pereira (jornalista do Últimas)
- Fátima Brito - Maria (2ª empregada doméstica dos Lobos)
- Fernando Tavares Marques - Gouveia (médico)
- Florbela Oliveira - Clara
- Henrique Pinho - Segurança dos Lobos
- Isabel-Victoria da Motta
- Luís Fortunato - Médico que trata Vina
- Jorge Almeida - Homem na cabine telefónica
- José Boavida - André
- José Fiúza - Toneca (funcionário da gráfica do Últimas)
- Maria Hernâni - Cozinheira do restaurante de Laurinda e Carraça
- Nucha - Manequim no desfile
- Nuno Vieira - Amigo de Pierre que está com ele na piscina
- Ricardo Simões
- Roberto Durão - Advogado de Vasco Venâncio
- Rui Fernandes - Ministro (convidado dos 70 anos de Lourenço)
- Sandra B. - Estilista
- Sandra Cóias - Manequim no desfile
- Sandra Nozes
- Sofia Reis - Enfermeira Sara (como Sofia Póvoas)
- Yolanda Noivo - Mulher que assiste ao desfile
- ------ Joaquina (empregada doméstica dos Lobos)
- ------ Piedade (empregada dos Venâncio)